# Chapel Island, Newfoundland och Labrador (Fortune Bay)
Chapel Island är en ö i Kanada.   Den ligger i viken Fortune Bay i provinsen Newfoundland och Labrador, i den östra delen av landet, 1 600 km öster om huvudstaden Ottawa. Arean är 8,9 kvadratkilometer.
Terrängen på Chapel Island är lite kuperad. Öns högsta punkt är 245 meter över havet. Den sträcker sig 5,2 kilometer i nord-sydlig riktning, och 3,2 kilometer i öst-västlig riktning.